# Valenictus
Il valenicto (gen. Valenictus) è un mammifero pinnipede estinto, appartenente agli odobenidi. Visse tra il Pliocene inferiore e il Pleistocene inferiore (circa 5 – 1,8 milioni di anni fa) e i suoi resti fossili sono stati ritrovati in Nordamerica.

## Descrizione
Questo animale era notevolmente simile a un odierno tricheco (Odobenus rosmarus), sia nella forma del corpo che nelle dimensioni. Come la forma odierna, anche Valenictus era dotato di enormi canini a forma di zanna, puntati direttamente verso il basso, di una sinfisi mandibolare fusa e di un'estesa osteosclerosi dello scheletro postcranico. Tuttavia, a differenza del tricheco attuale, Valenictus era sprovvisto di denti (eccezion fatta per le lunghe zanne superiori) ed era dotato di un omero altamente derivato, notevolmente ispessito, con creste rigonfie per l'ancoraggio di potenti muscoli.

## Classificazione
Descritto per la prima volta nel 1961, il genere Valenictus è noto grazie a vari ritrovamenti avvenuti lungo le coste della California e della Baja California. Sono note due specie: la più antica è Valenictus imperialensis del Pliocene inferiore, mentre V. chulavistensis è nota per fossili del Pliocene medio-Pleistocene inferiore. Valenictus è considerato il sister taxon dell'odierno tricheco (gen. Odobenus) e rappresenta una forma estremamente specializzata di odobenidi, come testimoniato dalla perdita di denti postcanini.

## Paleobiologia
La mancanza di denti postcanini in Valenictus è vista come una iperspecializzazione verso una dieta di molluschi, che venivano staccati dalle rocce e poi risucchiati; il moderno genere Odobenus, similmente, non utilizza i denti postcanini per masticare. Valenictus è noto da varie baie californiane e messicane, alcune delle quali erano ipersaline; si suppone che la pachiosteosclerosi dello scheletro postcranico servisse da controbilanciare l'eccessivo galleggiamento apportato da questa ipersalinità (Demere, 1994b).